# Drapelul Statelor Unite ale Americii

Drapelul național al Statelor Unite ale Americii; proporția lățime/lungime este 10:19

Drapelul Statelor Unite ale Americii constă într-un câmp dreptunghiular cu proporțiile de 10:19, între lățime și lungime, pe care se găsesc 13 dungi orizontale colorate alternativ, 7 în roșu și 6 în alb, începând și terminând cu câte o dungă roșie, și având un dreptunghi albastru închis (cunoscut ca navy blue în engleză) în colțul din stânga sus, pe care se găsesc 50 de pentagoane stelate regulate, de culoare albă, aranjate pe 9 rânduri orizontale, de cinci ori câte șase și de patru ori câte cinci, rândurile de șase stele alternând cu cele de cinci stele.
Cele 50 de pentagoane stelate semnifică cele 50 de state ale Statelor Unite ale Americii, iar cele 13 benzi orizontale, 7 roșii și 6 albe, semnifică cele foste 13 colonii ale Marii Britanii care s-au răsculat împotriva sa. Datorită acestui design, drapelul Uniunii nord-americane este adesea numit "the Stars and Stripes" sau "Old Glory". Cel de-al doilea (supra)nume a fost dat de căpitanul de vas William Driver, care a trăit în secolul al 19-lea.

Naval Jack, 1960 - 2002.

Naval jack, 1775 - 1776 și 2002 - prezent

Datorită simbolismului său, zona albastră cu cele 50 de stele este numită "uniune". Această parte a steagului SUA, numită Union Jack, fără nici o legătură cu steagul Marii Britanii, a stat singură ca steag naval între 1960 și 2002, după care United States Navy a revenit la primul steag naval pe care îl avusese, First US Navy Jack (steagul cu dungi roșii). Motivarea revenirii a fost că un astfel de steag este simbolic pentru lupta împotriva inamicilor perfizi, fiind o parte a Războiului împotriva terorismului. Oricum, Union Jack (steagul cu steluțe albe), continuă să fie utilizat de vasele americane care nu aparțin Marinei SUA, incluzând acelea folosite de Coast Guard și de National Oceanic and Atmospheric Administration (sau NOAA).

## Istoria steagului Statelor Unite ale Americii

### Steagul lui Betsy Ross
- Articolul principal din această categorie este Betsy Ross.